# Anthreptes malacensis
La nettarinia golauniforme (Anthreptes malacensis (Scopoli, 1786)) è un uccello della famiglia Nectariniidae, diffuso nel sud-est asiatico.

## Distribuzione e habitat
La specie ha un ampio areale che comprende Myanmar, Thailandia, Cambogia, Laos, Vietnam, Malaysia, Singapore, Brunei, Filippine e Indonesia.

## Tassonomia
Il Congresso Ornitologico Internazionale (2014) riconosce come valide le seguenti sottospecie:
- Anthreptes malacensis malacensis (Scopoli, 1786)
- Anthreptes malacensis anambae Oberholser, 1917
- Anthreptes malacensis bornensis Riley, 1920
- Anthreptes malacensis mjobergi Bangs & Peters, JL, 1927
- Anthreptes malacensis paraguae Riley, 1920
- Anthreptes malacensis heliolusius Oberholser, 1923
- Anthreptes malacensis wiglesworthi Hartert, 1902
- Anthreptes malacensis iris Parkes, 1971
- Anthreptes malacensis chlorigaster Sharpe, 1877
- Anthreptes malacensis cagayanensis Mearns, 1905
- Anthreptes malacensis heliocalus Oberholser, 1923
- Anthreptes malacensis celebensis Shelley, 1878
- Anthreptes malacensis nesophilus Eck, 1976
- Anthreptes malacensis extremus Mees, 1966
- Anthreptes malacensis convergens Rensch, 1929
- Anthreptes malacensis rubrigena Rensch, 1931